# Rio Dornetul
O Rio Dornetul é um rio da Romênia, afluente do Dobra, localizado no distrito de Hunedoara.